# Comté de Delaware (Pennsylvanie)
Pour les articles homonymes, voir Comté de Delaware et Delaware (homonymie).
Le comté de Delaware est un comté de l'État de Pennsylvanie aux États-Unis. Il fait partie de la vallée du Delaware. Son siège est Media.

## Démographie
| Groupe            | Comté de Delaware | Pennsylvanie | États-Unis |
| ----------------- | ----------------- | ------------ | ---------- |
| Blancs            | 63                | 73,5         | 58         |
| Latino-Américains | 4,6               | 8,1          | 19         |
| Afro-Américains   | 22                | 10,5         | 12,1       |
| Asiatiques        | 6,3               | 3,4          | 6,2        |
| Métis             | 3,5               | 3,3          | 4,1        |
| Autres            | 0,4               | 0,4          | 0,5        |
| Amérindiens       | 0,1               | 0,1          | 0,9        |
| Océano-américains | 0,02              | 0,02         | 0,2        |
| Total             | 100               | 100          | 100        |

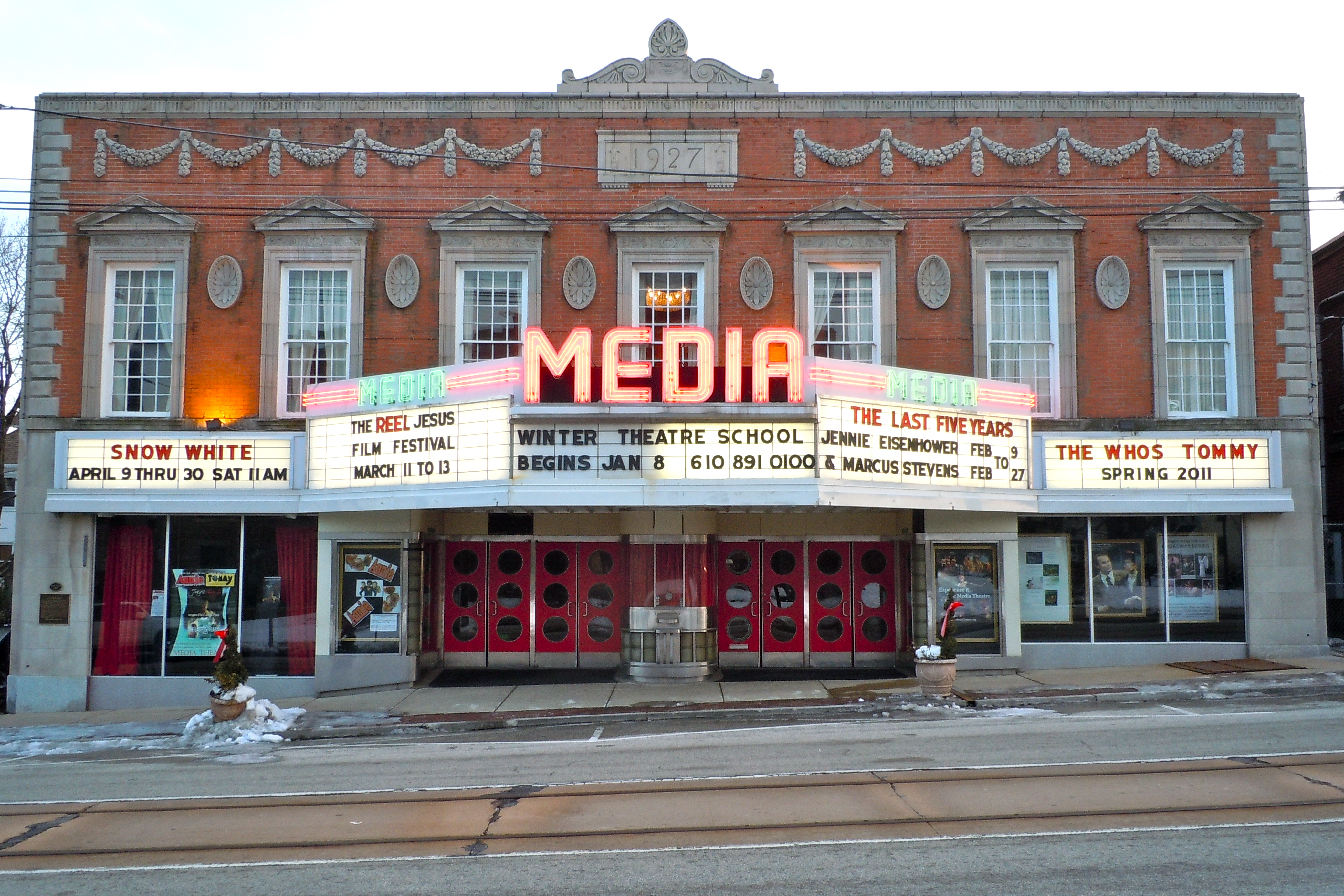
Théâtre de Media.
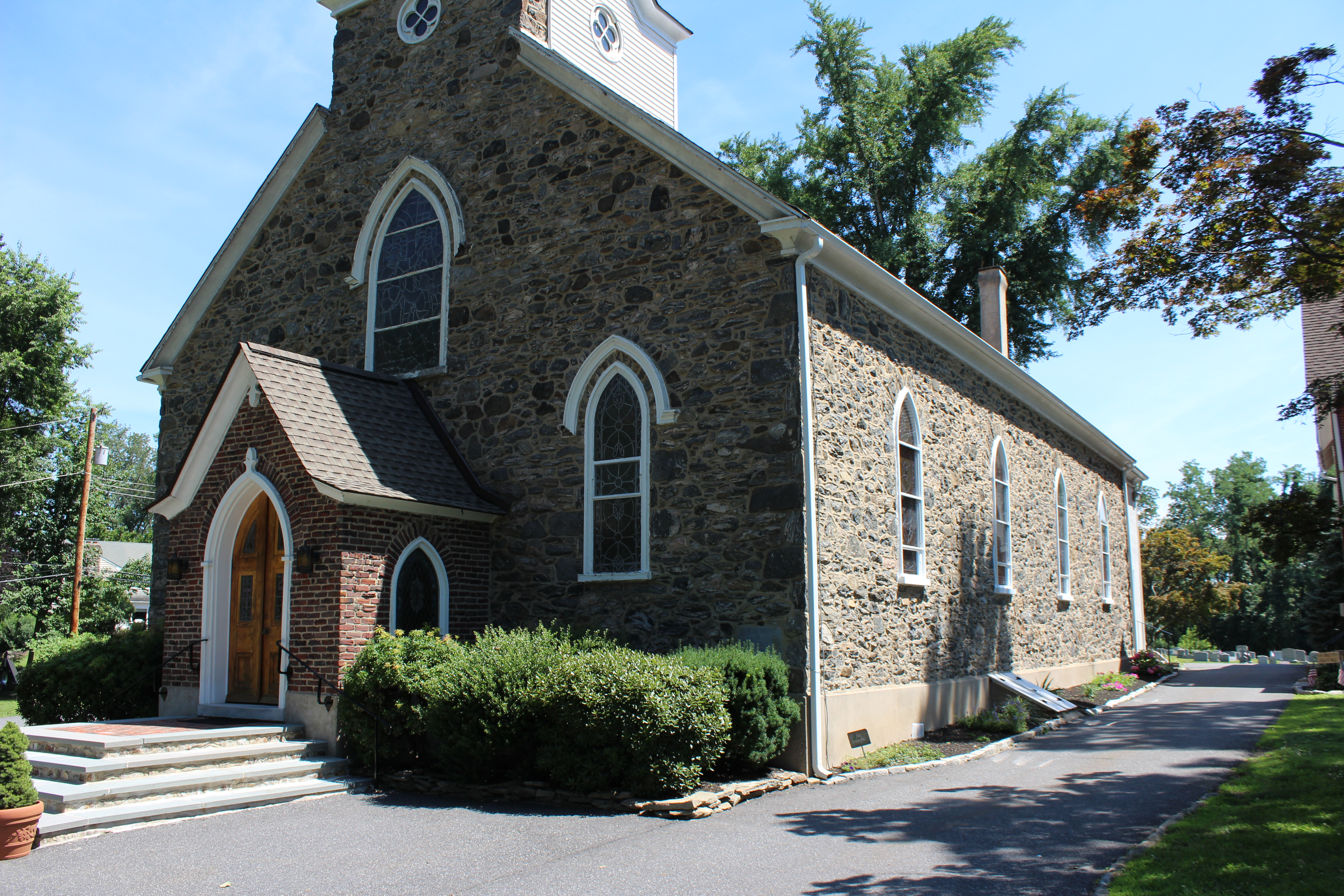
Église Saint-Thomas de Glen Mills, construite en 1856.
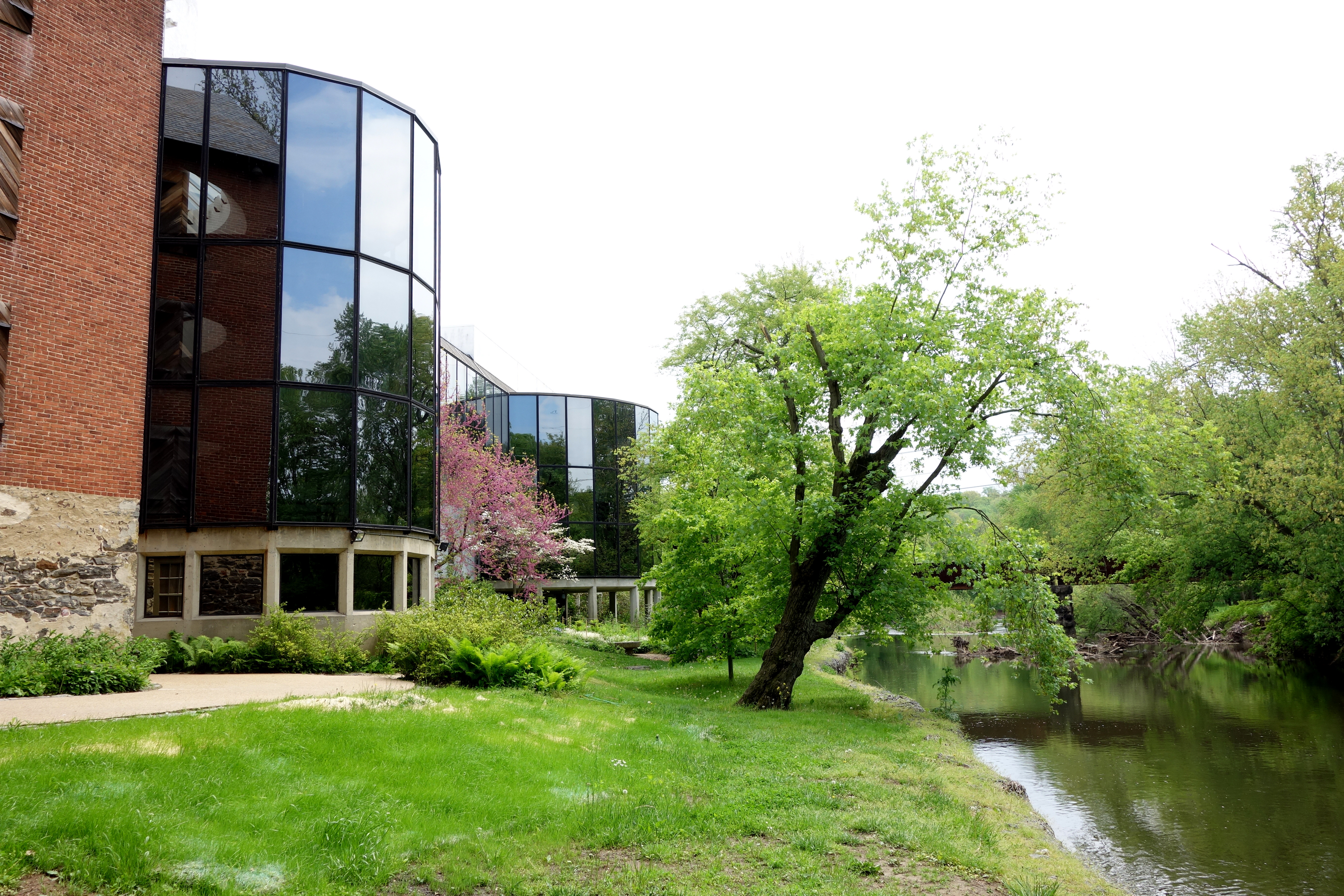
Musée de la rivière Brandywine, à Chadd's Ford.
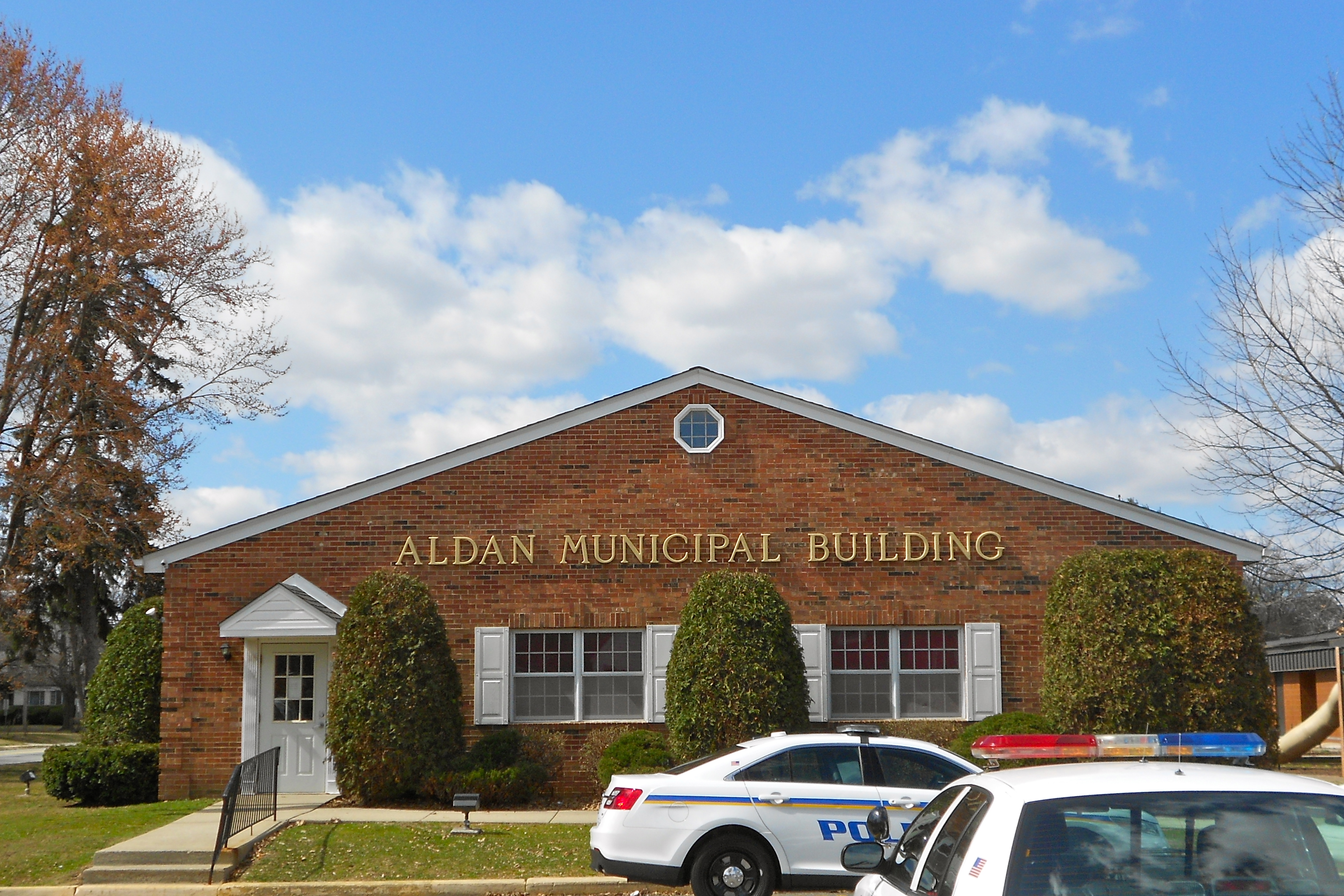
Bâtiment municipal d'Aldan.